# Westergouwe

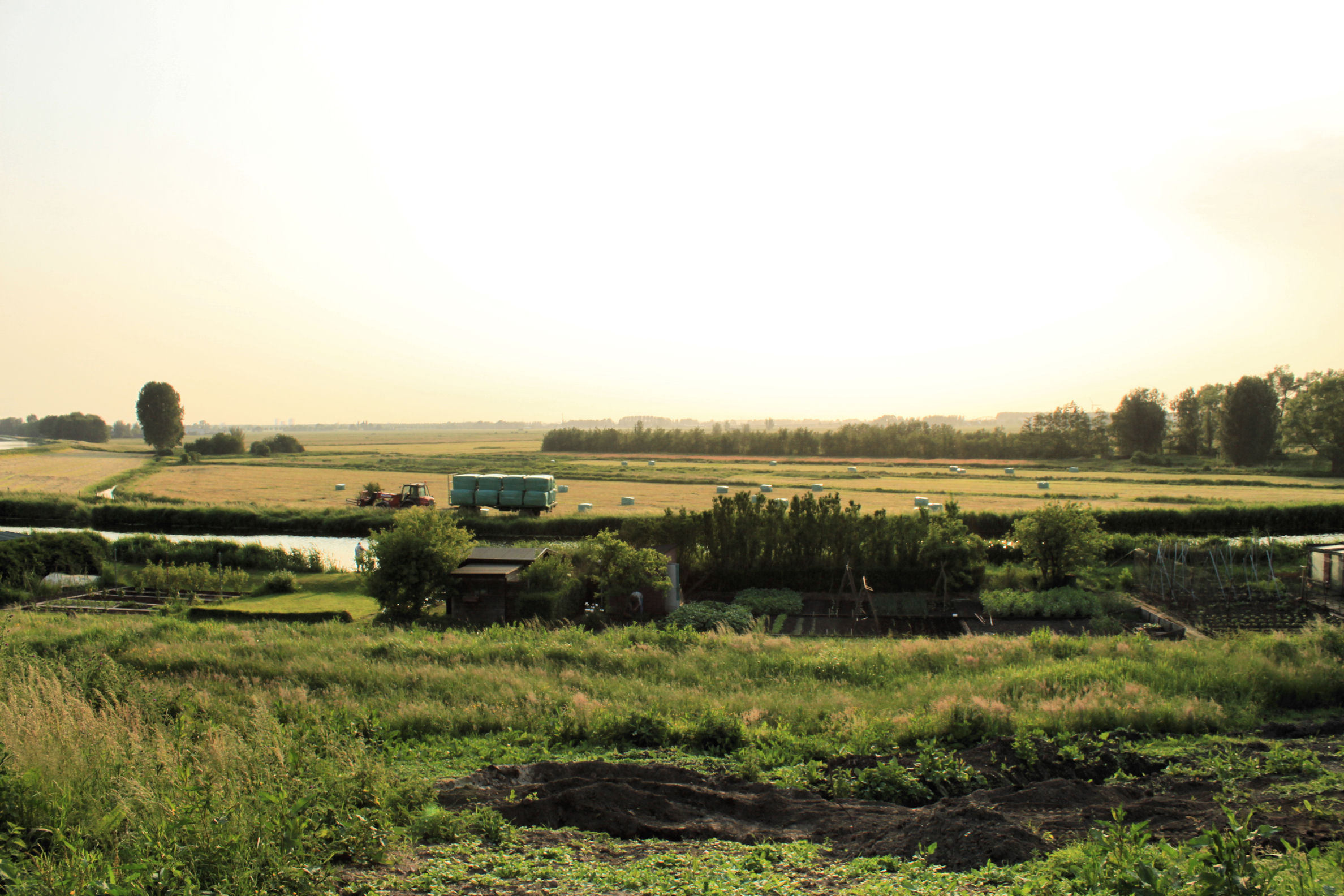
Westergouwe in 2012

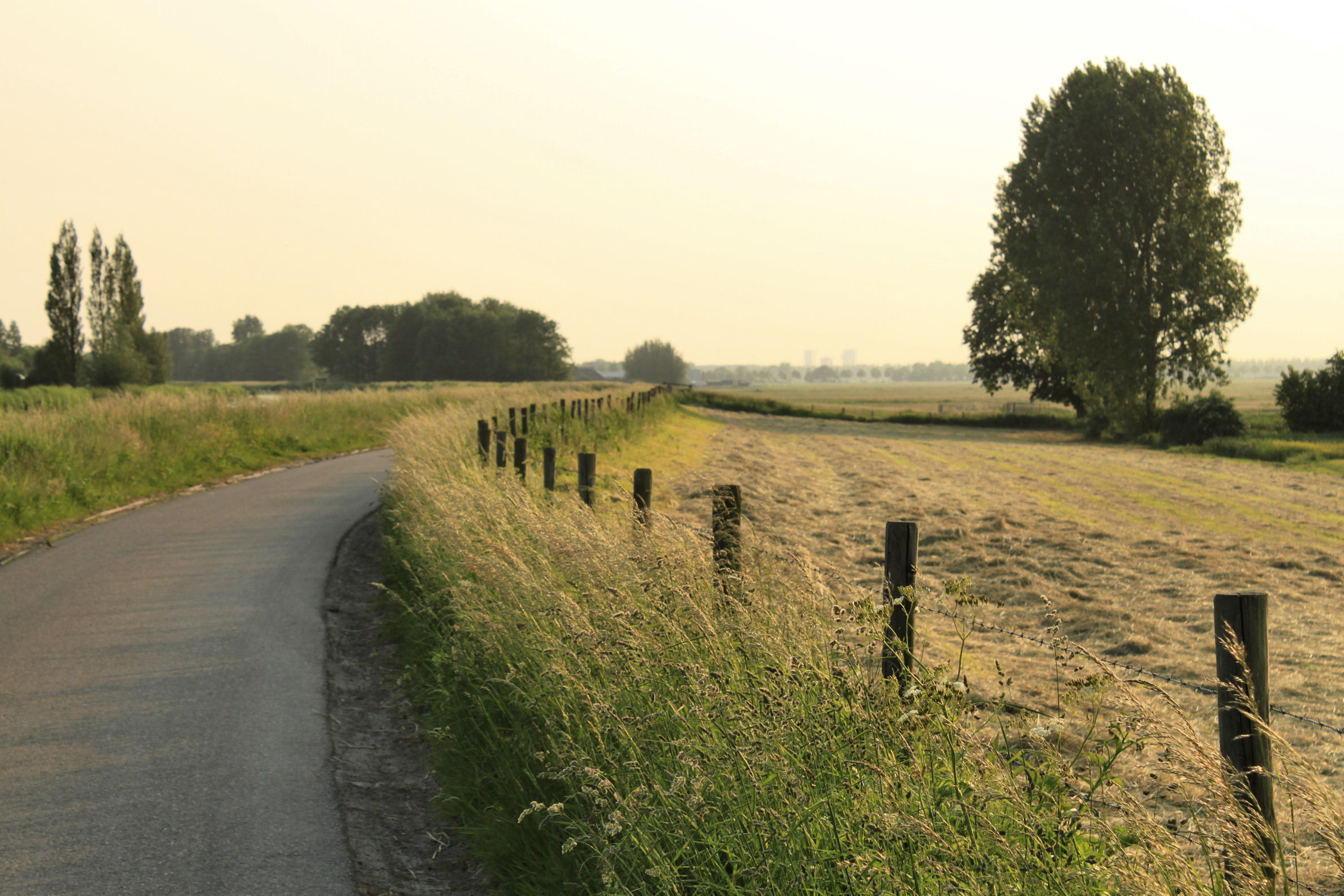
Westergouwe in 2012

Westergouwe is een woonwijk in aanbouw aan de westkant van Gouda, in de Nederlandse provincie Zuid-Holland. Uiteindelijk zullen hier ongeveer 3800 woningen gebouwd worden.

## Ligging
Gezien de ligging van de wijk, onder de zeespiegel en onder het peil van de Hollandse IJssel, zal water een belangrijke rol in de wijk gaan spelen. Een cascademodel, waarbij niet bebouwde delen van de wijk onder water kunnen lopen bij heftige regenval, zorgt ervoor dat Westergouwe een waterrijke wijk wordt waarbij op een innovatieve manier met water wordt omgegaan. Ook in openbare ruimte is water een belangrijk kenmerk, zo komen er onder andere veel grachten en sloten.
In de eerste fase komen twee wooneilanden. Op het eerste eiland krijgen bewoners volledige vrijheid om hun eigen woning te ontwerpen.

## Aantal inwoners
Op 1 januari 2016, voor de oplevering van de eerste woningen, woonden er zo'n 117 mensen verspreid door het gebied. Op 1 januari 2018 woonden er 1.017 mensen. Daarmee was Westergouwe de kleinste wijk van Gouda na Stolwijkersluis.
| Datum          | Aantal inwoners |
| -------------- | --------------- |
| 1 januari 2016 | 117             |
| 1 januari 2017 | 549             |
| 1 januari 2018 | 1.017           |
| 1 januari 2019 | 1.245           |
| 1 januari 2020 | 1.436           |
| 1 januari 2021 | 2.078           |
| 1 januari 2022 | 2.685           |
| 1 januari 2023 | 3.180           |
| 1 januari 2024 | 3.385           |

## Plangeschiedenis
In juni 2009 werd het bestemmingsplan van Westergouwe goedgekeurd door de Gedeputeerde Staten van Zuid-Holland. Eind juli 2009 trad het bestemmingsplan in werking en in 2011 heeft de gemeente toestemming verleend om te starten met het bouwrijp maken van het gebied. Hierop kwam een aantal milieuorganisaties in verzet, met een procedure tot aan de Raad van State.
Op 29 juni 2011 heeft de Raad van State uitspraak gedaan in de zaak van Westergouwe. Deze houdt in dat hoewel het besluit van de provincie om het bestemmingsplan goed te keuren wordt vernietigd, de rechtsgevolgen van dat besluit in stand blijven. Dat betekent dat Westergouwe ongewijzigd gebouwd mag worden.
Door de gerechtelijke procedures heeft de ontwikkeling van de wijk veel vertraging opgelopen. In november 2011 maakte de gemeente bekend te willen starten met het storten van zand in het gebied. De bouw van de wijk wordt gefaseerd uitgevoerd. Dat houdt in dat de ontwikkeling in kleinere stukken wordt opgedeeld, waardoor het risico bij ontwikkeling verkleind wordt. Mede als gevolg van deze beslissing noteerde de gemeente Gouda in 2011 een verlies van 14 miljoen euro op de jaarrekening. In april 2013 is begonnen met het storten van zand in het gebied. Ook is er begonnen met de aanleg van de zogenaamde groen-blauwe zone, op grondgebied van de gemeente Zuidplas. De eerste paal werd geslagen op 30 oktober 2015, en de eerste woningen zijn in 2016 opgeleverd. Medio 2016 is de planvorming voor fase 2 in voorbereiding gegaan en eind dat jaar is het grondwerk gestart. De verwachting is dat deze fase direct aansluitend op fase 1 kan worden gebouwd.

## Straatnamen
Op de basiskaarten van de gemeente Gouda staat een aantal straten vermeld die al zijn aangelegd. De doorgaande weg door het plangebied is Burgemeester Van Dijkesingel gaan heten, naar Pieter van Dijke, die van 1969 tot 1973 burgemeester van Gouda was. Andere straatnamen in het gebied zijn vernoemd naar de Waddeneilanden.

## Buurten in Westergouwe
Westergouwe is onderverdeeld in 7 buurten:
- Tuinenbuurt,
- Eilanden,
- Ringvaartbocht,
- Gouwestroom,
- Wijdeblik,
- Oostpolder in Schieland,
- Broek en
- Broekhuizen[4]